# Cours commun
Le Cours commun (Fælles Kurs) est un parti politique danois ayant existé entre 1986 et 2001.

## Résultats électoraux

### Élections législatives
| Année | Voix   | %   | Sièges  | Rang | Gouvernement |
| ----- | ------ | --- | ------- | ---- | ------------ |
| 1987  | 72 631 | 2,2 | 4 / 179 | 9e   |              |
| 1988  | 62 263 | 1,9 | 0 / 179 | 9e   |              |
| 1990  | 54 038 | 1,7 | 0 / 179 | 9e   |              |